# Tennis Masters Cup 2002
Der Tennis Masters Cup 2002 fand von 11. bis 17. November 2002 im Shanghai New International Expo Centre in Shanghai und damit zum ersten Mal in China statt; es wurde in der Halle auf Hartplatz gespielt. Es war die 33. Auflage des Turniers im Einzel, im Doppel wurde es nicht ausgetragen.
Im Gegensatz zu allen anderen Turnieren auf der ATP Tour wurden die Abschlussturniere nicht durchgehend im K.-o.-System durchgeführt. Stattdessen trafen die acht Teilnehmer, in zwei Gruppen unterteilt, zunächst im Round-Robin-Modus aufeinander, bei dem die zwei besten Spieler beider Gruppen ins Halbfinale vorstießen. Erst ab diesem wurde das Turnier mit Ausscheidungsrunden gespielt. Ebenfalls anders zu den anderen ATP-Turnieren wurde das Preisgeld ausgezahlt. Hier zählte nicht allein die Platzierung, sondern auch die gewonnenen Matches. Insgesamt betrug der Preisgeldpool 3,7 Millionen US-Dollar.
Sieger wurde der Australier Lleyton Hewitt, der damit seinen Titel erfolgreich verteidigte. Es war sein zweiter Titel bei diesem Turnier.

## Preisgeld und Punkte
Das Preisgeld betrug 3,4 Millionen US-Dollar und wird kumuliert. Ein Turniersieger ohne Niederlage würde demnach 750 Punkte und 1.520.000 US-Dollar im Einzel bekommen.
| Runde                     | Preisgeld | Punkte |
| ------------------------- | --------- | ------ |
| Turniersieger             | 700.000 $ | 250    |
| Halbfinalsieger           | 370.000 $ | 200    |
| Gruppenphase pro Sieg     | 120.000 $ | 100    |
| Antrittsgeld              | 090.000 $ | —      |
| Ersatzspieler (kein Sieg) | 050.000 $ | —      |

## Ergebnisse

### Qualifizierte Spieler
| Setzliste | Rang | Spieler             |
| --------- | ---- | ------------------- |
| 1         | 1    | Lleyton Hewitt      |
| 2         | 2    | Andre Agassi        |
| 3         | 3    | Marat Safin         |
| 4         | 4    | Juan Carlos Ferrero |
| 5         | 5    | Carlos Moyá         |
| 6         | 6    | Roger Federer       |
| 7         | 7    | Jiří Novák          |
| 8         | 8    | Albert Costa        |
| 9         | 9    | Thomas Johansson    |
| 10        | 10   | Andy Roddick        |

### Rote Gruppe

#### Ergebnisse
| Sieger         | Gegner         | Ergebnis       |
| -------------- | -------------- | -------------- |
| Lleyton Hewitt | Marat Safin    | 6:4, 2:6, 6:4  |
| Carlos Moyá    | Marat Safin    | 6:4, 7:5       |
| Lleyton Hewitt | Albert Costa   | 6:4, 2:6, 6:3  |
| Albert Costa   | Marat Safin    | 3:6, 6:4, 6:3  |
| Carlos Moyá    | Albert Costa   | 7:67, 3:6, 6:4 |
| Carlos Moyá    | Lleyton Hewitt | 6:4, 7:5       |

#### Tabelle
| Pos. | Setzliste | Spieler        | Sätze | Punkte |
| ---- | --------- | -------------- | ----- | ------ |
| 1    | 5         | Carlos Moyá    | 6:1   | 3:0    |
| 2    | 1         | Lleyton Hewitt | 4:4   | 2:1    |
| 3    | 8         | Albert Costa   | 4:5   | 1:2    |
| 4    | 3         | Marat Safin    | 2:6   | 0:3    |

### Blaue Gruppe

#### Ergebnisse
| Sieger              | Gegner              | Ergebnis       |
| ------------------- | ------------------- | -------------- |
| Roger Federer       | Juan Carlos Ferrero | 6:3, 6:4       |
| Jiří Novák          | Andre Agassi        | 7:5, 6:1       |
| Juan Carlos Ferrero | Andre Agassi        | 7:5, 2:6, 7:66 |
| Roger Federer       | Jiří Novák          | 6:0, 4:6, 6:2  |
| Roger Federer       | Thomas Johansson1   | 6:2, 4:6, 6:3  |
| Juan Carlos Ferrero | Jiří Novák          | 7:5, 6:3       |

1 Johansson ersetzte Agassi nach dessen Hüftverletzung.

#### Tabelle
| Pos. | Setzliste | Spieler             | Sätze | Punkte |
| ---- | --------- | ------------------- | ----- | ------ |
| 1    | 6         | Roger Federer       | 6:1   | 3:0    |
| 2    | 4         | Juan Carlos Ferrero | 4:3   | 2:1    |
| 3    | 7         | Jiří Novák          | 3:4   | 1:2    |
| 4    | 9         | Thomas Johansson    | 1:2   | 0:1    |
| 5    | 2         | Andre Agassi        | 1:4   | 0:2    |

### Halbfinale
| Spieler       | Spieler             | Ergebnis       |
| ------------- | ------------------- | -------------- |
| Carlos Moyá   | Juan Carlos Ferrero | 7:66, 4:6, 4:6 |
| Roger Federer | Lleyton Hewitt      | 5:7, 7:5, 5:7  |

### Finale
| Spieler        | Spieler             | Ergebnis                |
| -------------- | ------------------- | ----------------------- |
| Lleyton Hewitt | Juan Carlos Ferrero | 7:5, 7:5, 2:6, 2:6, 6:4 |